# گی سیبیل
گی سیبیل (فرانسوی: Guy Sibille‎؛ زادهٔ ۲۵ اوت ۱۹۴۸) دوچرخه‌سوار اهل فرانسه است. از باشگاه‌هایی که در آن رکاب زده‌است می‌توان به تیم دوچرخه‌سواری پژو اشاره کرد.